# Whitefriars Theatre
Das Whitefriars Theatre war ein Londoner Theater der jakobinischen Ära von 1608 bis in die 1620er Jahre. Über dieses Haus sind nur wenige Informationen erhalten, welche zum Teil auch widersprüchlich sind.

## Ort
Der Bereich Whitefriars befand sich westlich der mittelalterlichen Mauern Londons. Der Name stammt von einem offenen Kloster der Karmeliter, deren Mönche weiße Kutten trugen (engl. white friars für: weiße Brüder; von franz.: frère, bzw. lateinisch: frater). Das Kloster bestand bis zur Auflösung der englischen Klöster durch Heinrich VIII., welche in den Jahren 1536 bis 1541 erfolgte. Bis 1608 war der Whitefriars Distrikt jenseits der Jurisdiktion der City of London, was Menschen anzog, die sich den Autoritäten entziehen wollten, wie etwa Kriminelle, Freigeister und Künstler, darunter Autoren und Schauspieler.

## Das Haus
1608 pachtete Michael Drayton und Thomas Woodford, der Neffe des Dramatikers Thomas Lodge, das Herrenhaus der Abtei von Thomas Sackville, dem 1. Earl of Dorset, für die Dauer von sieben Jahren. In den ehemaligen Speisesaal richteten sie ein später sogenanntes „privates“ Theater ein. Das erste seiner Art außerhalb der Stadt. Also eine geschlossene, höherpreisige Spielstätte im Gegensatz zu den großen unbedachten „öffentlichen“ („public“) Theater, wie das Globe u. a. Die Größe wird nach verschiedenen Quellen mit 26 m Länge und 10,6 m Breite angegeben. Die Spielpläne der Whitefriars Aufführungen zeigen, dass die Bühne in etwa so aufgebaut war wie in anderen Theatern, sowohl drinnen als auch draußen: eine Spielplattform, die durch zwei Türen vom Green Room aus zugänglich ist, ein mit Vorhang versehene Vorbühne und eine obere Ebene. Da die Bühne in einen kleineren vorhandenen Raum als im Haus des Blackfriars gebaut wurde, scheint die Tiefe reduziert worden zu sein, um mehr Platz für das zahlende Publikum zu schaffen Dies führte zu markanten Änderungen: eine kleinere Plattform, ein proportional größere Vorbühne, Eingangstüren am Rand der Bühne und eine kleinere obere Spielfläche, auf welcher aber nur drei Schauspieler Platz fanden. Die Besteigung der Plattform dauerte knapp eine Minute.
Die Organisation des Theaterbetriebs war, vollkommen unüblich für diese Zeit, nicht hierarchisch aufgebaut, sondern das Management wurde in einer Art Kooperative durchgeführt, wie auch Autoren und Schauspieler Anteile am Theater hielten. Jugendliche Schauspieler bekamen Mitspracherechte und gemeinsam schrieb man auch an Stücken.

## Die Ensembles
Zuerst belegte die Theatertruppe der King’s Revels Children das neue Theater. Nach ihrer Auflösung 1609 wurde ihr Platz von einer anderen Boy-Actor-Truppe eingenommen, den Children of the Queen’s Revels; sie führten Premieren auf, wie „A Woman is a Weathercock“ (von Nathan Field, 1609); „Epicoene, or the Silent Woman“ (von Ben Jonson, 1609), „The Revenge of Bussy D'Ambois“ (George Chapman 1613); „The Insatiate Countess“ (von John Marston, 1613) und Robert Dabornes „A Christian Turn’d Turk“ im Jahr 1612.

## Das Publikum
Die hier auftretenden Spielgruppen von Boy Actors brachten in ihren Darbietungen oftmals homoerotische Anspielungen, was auch entsprechendes Publikum anlockte. Es wurden regelrecht Stücke nur für das typische Whitefriars-Publikum geschrieben. So die Erbschleicher-Komödie „Epicoene, or the Silent Woman“ von Ben Jonson (Children of the Queen’s Revels) in der ein Junge eine heiratswillige Frau darstellt. Auch werden hierin homosexuelle Beziehungen zu Lustknaben u. a. m. angedeutet.
„Epicoene has a "fascination with gender, a category of signification which, through stage conventions of crossdressing and the deployment of boy actors to play women’s parts was represented as protean and ambiguous“
Im Prolog zu diesem Stück richtete der Autor Ben Johnson sich an die „men and daughters of Whitefriars“, wobei er mit „men“ (Männer) die homosexuellen Besucher angesprochen haben könnte und mit „daughters“ (Töchter) die Prostituierten des nahegelegenen Rotlichtbezirks, welche sich auf der Suche nach Kunden oftmals im Theater aufhielten.
In „The Turke“ (vollständig: „An Excellent Tragedy of Mulleasses the Turke, and Borgias Governour of Florence“) verfasst von dem Miteigentümer des Whitefriars Theatres, John Mason und aufgeführt von den King’s Revels Children, werden u. a. homosexuelle Begegnungen thematisiert.

## Ende
Die The Queen’s Revels Children gingen 1613 auf in den Lady Elizabeth’s Men. Der Grund könnte darin liegen, dass das Whitefriars als Winterspielstätte dienen sollte und das Swan Theatre als Sommertheater, während die konkurrierenden King’s Men das Blackfriars Theatre (winters) und im Sommer das unbedachte Globe bespielten. Als der auf sieben Jahre angelegte Pachtvertrag des Whitefriars Theatre im Jahr 1614 auslief, gelang es dem Kopf und Hauptanteilseigner der Theatergesellschaft, Philip Rosseter, nicht mehr diesen zu verlängern. So teilte sich die Truppe und im Oktober 1614 erschienen die Lady Elizabeth’s Men im frisch eröffneten Hope Theatre, südlich an der Themse.
1615 zog die verbliebene Truppe der Queen’s Revels kurzzeitig in das neue Haus Rosseters, dem unfertigen und kurz danach zwangsabgerissenen Porter’s Hall Theatre in Blackfriars und beendeten hier auch ihr Bestehen. Hiernach wird die Geschichte des Whitefriars Theatre ungenau; Prince Charles’s Men könnten das Theater genutzt haben, allerdings spielten sie nachweislich auch am Hope Theatre. Eine Beschreibung aus dem Jahr 1616 zeigt das Haus als mit nur wenig verbliebener Innenausstattung und mit Wetterschäden. Eine Aufzeichnung von 1621 besagt, dass der neue Landeigentümer, Sir Anthony Ashley, „turned out the players“.
Auf dem Gelände der ehemaligen Whitefriars Abtei stehen heute die umfangreichen Bürogebäude der Wirtschaftskanzlei Freshfields; ein Teil der Abteikeller wurde ausgegraben und in ein Untergeschoss versetzt, welches von der Fußgängerpassage Magpie Alley aus zugänglich ist („Whitefriars crypt“).

## Nachfolge
1629 wurde das Whitefriars Theatre durch das Salisbury Court Theatre ersetzt, welches sich auf der anderen Seite der Water Lane befand (heute die Whitefriars Street). Verwirrenderweise wurde das Salisbury Court Theatre bisweilen ebenfalls als Whitefriars Theatre benannt, so z. B. in den Tagebuchaufzeichnungen Samuel Pepys’.